# ملة إبراهيم
ملة إبراهيم هي مجموعة من الإملاءات الربّانية إلى النبي إبراهيم وفقاً للديانات الإبراهيمية، وقد كانت العرب مؤمنة بهذه الملة وآخذة بها حتى جاء عمرو بن لحي الخزاعي بالأصنام من الشام فعبدوها من دون الله ونسوا ملة إبراهيم حتى أن أتباعها قبيل البعثة النبوية كانوا يُعدون على أصابع اليد، لكنهم بقوا يتذاكرون شيئآ من تعاليمها حتى قريشاً عندما أرادت إعادة بناء الكعبة ونبأ لها أن مال الربا حرام تركوه حيث كانوا قد تعهدوا بألا يدخلوا حراماً في بناء الكعبة.

## ملة إبراهيم في القرآن
- ﴿وَمَنْ يَرْغَبُ عَنْ مِلَّةِ إِبْرَاهِيمَ إِلَّا مَنْ سَفِهَ نَفْسَهُ وَلَقَدِ اصْطَفَيْنَاهُ فِي الدُّنْيَا وَإِنَّهُ فِي الْآخِرَةِ لَمِنَ الصَّالِحِينَ ۝١٣٠﴾ سورة البقرة
- ﴿وَقَالُوا كُونُوا هُودًا أَوْ نَصَارَى تَهْتَدُوا قُلْ بَلْ مِلَّةَ إِبْرَاهِيمَ حَنِيفًا وَمَا كَانَ مِنَ الْمُشْرِكِينَ ۝١٣٥﴾ سورة البقرة
- ﴿قُلْ صَدَقَ اللَّهُ فَاتَّبِعُوا مِلَّةَ إِبْرَاهِيمَ حَنِيفًا وَمَا كَانَ مِنَ الْمُشْرِكِينَ ۝٩٥﴾ سورة آلُ عِمران
- ﴿وَمَنْ أَحْسَنُ دِينًا مِمَّنْ أَسْلَمَ وَجْهَهُ لِلَّهِ وَهُوَ مُحْسِنٌ وَاتَّبَعَ مِلَّةَ إِبْرَاهِيمَ حَنِيفًا وَاتَّخَذَ اللَّهُ إِبْرَاهِيمَ خَلِيلًا ۝١٢٥﴾ سورة النساء
- ﴿قُلْ إِنَّنِي هَدَانِي رَبِّي إِلَى صِرَاطٍ مُسْتَقِيمٍ دِينًا قِيَمًا مِلَّةَ إِبْرَاهِيمَ حَنِيفًا وَمَا كَانَ مِنَ الْمُشْرِكِينَ ۝١٦١﴾ سورة الأنعام
- ﴿ثُمَّ أَوْحَيْنَا إِلَيْكَ أَنِ اتَّبِعْ مِلَّةَ إِبْرَاهِيمَ حَنِيفًا وَمَا كَانَ مِنَ الْمُشْرِكِينَ ۝١٢٣﴾ سورة النحل
- ﴿يَا أَهْلَ الْكِتَابِ لِمَ تُحَاجُّونَ فِي إِبْرَاهِيمَ وَمَا أُنْزِلَتِ التَّوْرَاةُ وَالْإِنْجِيلُ إِلَّا مِنْ بَعْدِهِ أَفَلَا تَعْقِلُونَ ۝٦٥ هَا أَنْتُمْ هَؤُلَاءِ حَاجَجْتُمْ فِيمَا لَكُمْ بِهِ عِلْمٌ فَلِمَ تُحَاجُّونَ فِيمَا لَيْسَ لَكُمْ بِهِ عِلْمٌ وَاللَّهُ يَعْلَمُ وَأَنْتُمْ لَا تَعْلَمُونَ ۝٦٦ مَا كَانَ إِبْرَاهِيمُ يَهُودِيًّا وَلَا نَصْرَانِيًّا وَلَكِنْ كَانَ حَنِيفًا مُسْلِمًا وَمَا كَانَ مِنَ الْمُشْرِكِينَ ۝٦٧ إِنَّ أَوْلَى النَّاسِ بِإِبْرَاهِيمَ لَلَّذِينَ اتَّبَعُوهُ وَهَذَا النَّبِيُّ وَالَّذِينَ آمَنُوا وَاللَّهُ وَلِيُّ الْمُؤْمِنِينَ ۝٦٨﴾ سورة آلُ عِمران